# プロット・ハウンド

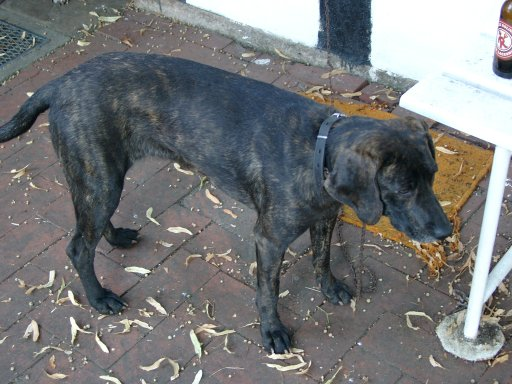
プロット・ハウンド

プロット・ハウンド（英: Plott Hound）は、アメリカ合衆国原産のツリーイング・ドッグ犬種である。犬種名は作出者であるジョナサン・プロットの苗字から取って名づけられた。

## 歴史
1750年代、ドイツからアメリカへ移住したジョナサン・プロットが連れてきた、もとはイノシシ狩り用の猟犬である。この犬の起源ははっきりとは分かっていないが、移住の数十年前にブラッドハウンドやその他のセントハウンド種の犬を掛け合わせて作り出されたものであるといわれている。
この犬が主人と共にアメリカ合衆国へ渡ると、純血を保ちながらツリーイングも行なえるように適応した。アメリカクロクマやアライグマ等を追いかけて木の上に追い詰め、吠えて逃げられないようにし、主人に銃で仕留めてもらうか、振り落として自ら仕留めるツリーイング作業、グリズリーなどの大型哺乳類をパックで追跡して仕留めるセントハント（嗅覚猟）を行なうことに使われた。粘り強さや狩猟能力の高さ、長年保たれ続けている純血さなどが評判を呼び、以後もプロット・ハウンドは30年以上プロット家によって純血を保たれ、乱繁殖をしないように徹底的に血統の管理を続けていた。
19世紀のはじめになると、プロット・ハウンドの歴史上、最初で最後の異種交配が行われた。当時のプロット家の当主がレパード・スポテッド・ベア・ドッグ（英：Leopard Spotted Bear Dog）のオーナーと親交を深め、彼にプロット・ハウンドの種犬を貸してハーフ犬を誕生させた。後日そのオーナーは種犬と共に生まれたハーフ犬を1頭仔返しとして引き渡し、仔犬が父親から受け継いだツリーイング能力の高さを実演して見せた。するとプロットはベア・ドッグのオーナーが思っていた以上に好反応を示し、このハーフ犬とプロット・ハウンドが異種交配され、そのハーフ犬が血統に加えられることが決定された。その結果、狩猟能力が更に向上し、血統が活性化され犬質も大いに向上した。
その後人気は更に高まり、1946年になるとアメリカのユナイテッドケネルクラブに公認犬種として登録された。まだＦＣＩや他国のケネルクラブには公認されていないが、今でもアメリカ国内では猟犬として人気の高い犬種である。ただし、ペットやショードッグとして飼育されている犬は稀で、アメリカ国外ではほとんど飼育されていない。

## 特徴
筋肉質で引き締まった体つきをした、セントハウンドタイプの犬種である。脚は長く、マズルは短めで顎の力が強い。耳は垂れ耳、尾は先細りの垂れ尾。コートは硬めのスムースコートで、毛色はブラック・ブリンドル（黒虎毛）。体高47–63cm、体重20–35kgの大型犬で、性格は忠実で冷静、狩猟本能が高い。粘り強く、自分よりも体が大きい獲物に対しても勇猛果敢に戦いを挑む心の強靭さも持つ。状況判断力も優れているが、生粋の猟犬であるため一般家庭での飼育は難しい。獲物を追跡し、探したり追いかけたりしている時を幸せに感じ、獲物を探すことの無い場所での生活には苦痛を感じる。運動量も非常に多く、起伏の多い野山も疲れることなく1時間は駆け回ることが出来る。かかりやすい病気は心疾患や運動のし過ぎによって起こる関節疾患などが挙げられる。